# Bastutjärnen (Glava socken, Värmland)
Bastutjärnen är en sjö i Arvika kommun i Värmland och ingår i Göta älvs huvudavrinningsområde.